# Vanilla Chocolat
«Vanilla Chocolat» es una canción grabada por la cantante rumana Alexandra Stan para su segundo álbum de estudio, Unlocked (2014). Con la colaboración del rapero rumano Connect-R, la pista fue lanzada para su descarga digital el 24 de diciembre de 2014 como el quinto sencillo del disco. «Vanilla Chocolat» fue escrita por Stan, Connect-R, Sava Constantin, Alexandru Cotoi y Mika Moupondo, mientras que la producción fue manejada exclusivamente por Cotoi. Un video selfie para la canción fue filmado por Stan y The Architect, y subido al canal oficial de la artista en YouTube el 18 de diciembre de 2014. Tras su lanzamiento, los críticos de música elogiaron su ambiente francés y la secuencia de rap de Connect-R, mientras que otros señalaron que era «fácil de cantar», pero también criticaron sus letras «sin sentido». Stan interpretó la canción durante su gira Unlocked Tour (2014), y como parte de un popurrí con «Cherry Pop» en el show de talentos rumano Vocea României.

## Antecedentes y grabación

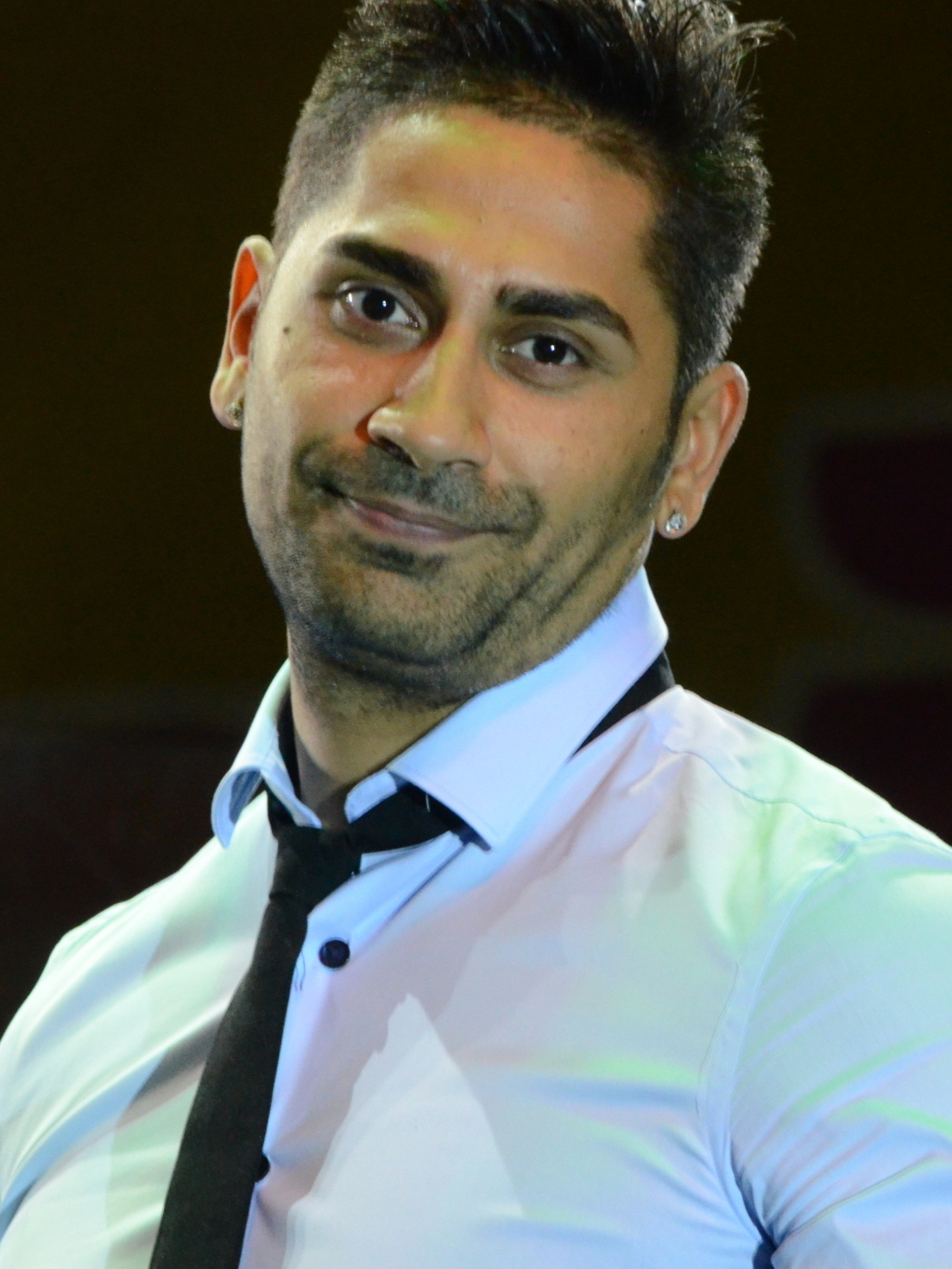
«Vanilla Chocolat» contó con la colaboración del rapero rumano Connect-R (en la imagen).

«Vanilla Chocolat» fue escrita por Stan, Sava Constantin, Alexandru Cotoi, Stefan Mihalache y Mika Moupondo; la producción fue manejada exclusivamente por Cotoi. La pista fue grabada en los estudios Fonogram ubicado en Bucarest, Rumania, y presenta letras escritas en inglés y francés. «Vanilla Chocolat» fue diseñada durante el FonoCamp 2013, el primer campamento de composición internacional celebrado en Azuga, Rumania, donde la cantante trabajó en sus nuevas canciones acompañada por otros artistas rumanos e internacionales. La propia Stan sintió que estaba muy «satisfecha con la colaboración, porque realmente quería trabajar con otros artistas, no solo con productores como en mi segundo disco». Con respecto a la elección de Connect-R como el artista invitado en «Vanilla Chocolat», la cantante comentó:
«Elegí a Connect-R porque parece que puede "lidiar" con todos los géneros musicales, porque es flexible y puede continuar incluso con cada cambio inesperado o combinación de sonido. Connect-R también puede cantar en todos los idiomas sin ningún problema, porque cree en su propio trabajo. Nos conocimos en los estudios Fonogram, y empezamos a trabajar "en serio y bromeando" en la canción, junto con Alex Cotoi. El resultado es 'dulce y fragante'.»

## Recepción
Tras su lanzamiento, la canción ha recibido reseñas positivas por parte de los críticos de música. Durante una reseña del segundo álbum de Stan, Unlocked, a finales de 2014, Pop Shock describió a «Vanilla Chocolat» como una de las mejores canciones del disco. El sitio web pensó que «todo en esta canción es pura perfección de pop, desde los fragmentos juguetones en francés hasta el coro inspirado en Bollywood. También suena completamente diferente a todo lo que se encuentra en las listas en estos momentos». Pop Shock se sintió decepcionado al principio de que el video fuera grabado con una cámara selfie, pero después dijo que «es compatible con múltiples presentaciones y se adapta a la naturaleza alegre de la canción». El sitio web alemán Hitfire informó sobre el estreno del video musical de «Vanilla Chocolat» el 1 de enero de 2015, describiendo la canción como una «pista de dance pop pegadiza» con un coro «fácil de cantar», pero que a la vez tenía letras «sin sentido». El sitio concluyó, «Es poco probable que se convierta en un éxito mundial, porque es demasiado mediocre».

## Video musical
| «Pensé que sería bueno filmar un video selfie para nuestra canción. Quería hacer un video en el que mis fanáticos pudieran encontrarme de manera muy natural, pero al mismo tiempo en poses artísticas. Puesto que no me descubrieron en la calle o yendo de compras, sino que asistiendo a los espectáculos e interactuando con periodistas y personas en la radio. Es un estallido de energía»——Stan hablando sobre el video selfie de «Vanilla Chocolat». |

Un video selfie, estrenado como el video oficial de «Vanilla Chocolat», fue subido al canal oficial de la cantante en YouTube el 18 de diciembre de 2014. Fue filmado por Stan en un lapso de una sola semana. La artista se filmó así misma durante diferentes programas de TV, donde fue invitada a interpretar la pista, incluyendo Neata cu Razvan si Dani y La Maruță. Otras escenas fueron filmadas en los estudios Fonogram, Roton, la sala de ensayo del coreógrafo Emil Rengle y la casa de Stan, quien describió al video como «lleno de energía» debido a la participación de celebridades nativas como Mihai Morar, Răzvan și Dani y Adelina Pestrițu. Algunas escenas no fueron filmadas por la artista, por lo que The Architect se encargó del rodaje. El matrimonio Dinu y Deea Maxer comparó el video de «Vanilla Chocolat» con su propio videoclip «Selfie en Paris».

## Presentaciones en vivo
Stan interpretó «Vanilla Chocolat» en directo por primera vez en el programa nativo Neatza cu Razvan si Dani el 1 de diciembre de 2014, seguido por su presentación con sincronía de labios en Wowbiz, que sirvió para filmar algunas escenas del video selfie de la canción. Luego del lanzamiento del videoclip, Stan presentó una versión reducida de «Vanilla Chocolat» en la estación de radio rumana Pro FM el 2 de diciembre de 2014, donde también cantó el himno nacional de Rumania con instrumentos tocados por Andrei Gheorghe, Greeg y Alexandru Cotoi. Posteriormente, Stan fue invitada a cantar en directo para el show de talentos rumano Vocea Romaniei el 12 de diciembre de 2014. En ese lugar, la artista interpretó un popurrí con sincronía de labios de «Cherry Pop» y «Vanilla Chocolat». Poco después, un miembro del jurado Tudor Chirila expresó que estaba muy decepcionado por la presentación de Stan, debido a que no cantó en directo. En una entrevista con Cancan, Stan confesó: «las condiciones de mi aparición en Vocea României se discutieron previamente con los productores del programa, por lo que nadie debería haberse sorprendido de que hiciera playback».

## Personal
Créditos adaptados de las notas de Unlocked y The Collection
| Estudios - Grabado en Fonogram Studios en Bucarest, Rumania. - Producido en Fonogram Music Productions en Bucarest, Rumania. Créditos de composición y técnicos - Alexandra Stan – compositora - Stefan Mihalache – compositor - Alexandru Cotoi – compositor, productor - Sava Constantin – compositor - Mika Moupondo – compositor | Créditos visuales - The Architect – camarógrafo - Emil Rengle – coreógrafo - Alexandra Stan – directora Créditos vocales - Alexandra Stan – voz principal - Connect-R – artista invitado |

## Formatos
| - EP de remezclas de España 1. «Vanilla Chocolat» (DJ Valdi Remix) – 3:22 2. «Vanilla Chocolat» (DJ Valdi Remix Edit) – 4:20 3. «Vanilla Chocolat» (CryDuom Remix) – 3:06 4. «Vanilla Chocolat» (CryDuom Remix Edit) – 3:52 | - Descarga digital en Japón 1. «Vanilla Chocolat» (feat. Connect-R) – 3:18 - Descarga digital en España, Turquía y Polonia 1. «Vanilla Chocolat» (feat. Connect-R) – 3:17 |

## Historial de lanzamiento
| Región  | Fecha                   | Formato          | Discográfica   |
| ------- | ----------------------- | ---------------- | -------------- |
| Japón   | 24 de diciembre de 2014 | Descarga digital | Fonogram       |
| España  | 24 de febrero de 2015   | Descarga digital | Blanco y Negro |
| España  | 22 de mayo de 2015      | EP de remezclas  | Blanco y Negro |
| Turquía | 6 de abril de 2015      | Descarga digital | Yeni Dünya     |
| Polonia | 19 de mayo de 2015      | Descarga digital | Magic          |